# Cauquenes
Cauquenes, és una ciutat i comuna a Xile, és la capital de la Província Cauquenes i està localitzada en la Regió Maule.

## Història
Segons els registres històrics d'Alonso de Ercilla, Cauquenes va ser originalment habitada per una comunitat indígena del Promaucaes, coneguts com els cauqui pels inques o cauquenes pels castellans i va donar el seu nom al riu Cauquenes.